# Kogelbron (RAI Amsterdam)
De Kogelbron is een kunstwerk in Amsterdam-Zuid.
Het werk is een schepping van de Duitse kunstenaar Christian Tobin. Christian Tobin, die toen nog Christian Mayer heette, schiep dit soort stenen (Duits: Kugelbrunnen; Engels: Floating spheres) vanaf 1983. De eerste, getiteld Oblio, ligt in München. Daarna was er een te zien tijdens het kunstproject Phänomena dat in 1984 gehouden werd in Zürich. Even later was een soortgelijke steen te zien in Het Park in Rotterdam in de tentoonstelling Het Fenomeen. De gemeente Amsterdam bestelde vervolgens deze steen, die vermoedelijk in 1993 werd geplaatst op de binnenterreinen van RAI Amsterdam aan het Europaplein.
De Kogelbron bestaat uit vier onderdelen. Het onderste (1) is een waterbassin. Daarop ligt een bewerkte steen (2) met daarin een uitsparing van een leiding naar de fontein (3) en een komvormige uitsparing. In die kom ligt een rood granieten bolvormige steen (4).
Door de fontein met de juiste waterkracht te laten spuiten (in Zwitserland geldt een druk van 0,3 bar bij 5 liter water per seconde) blijft de ronde steen als het ware op de fontein drijven. Met de hand kan vervolgens de steen aan het draaien gebracht worden. Op de bewerkte steen bij de RAI is een subtitel uitgebeiteld: Tauf Stein (doopsteen).
Amsterdam heeft een tweede Kogelbron in het Oostenburgerpark. Volgens opgave van de kunstenaar zijn er ook kogelbronnen in (Aken) Duitsland, Zwitserland, Oostenrijk, Finland, Japan en Verenigde Staten.

## Afbeeldingen

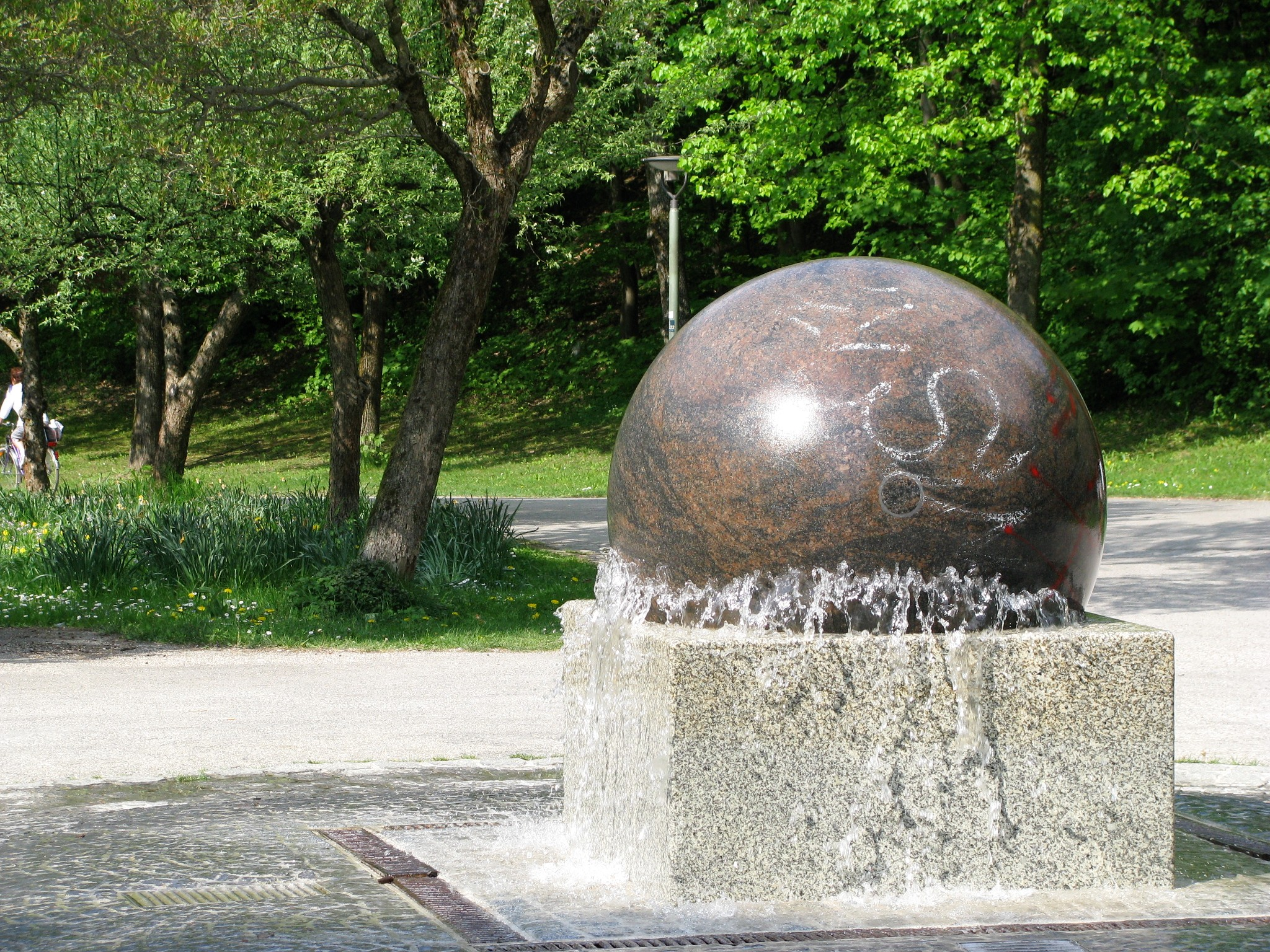
Oblio in München
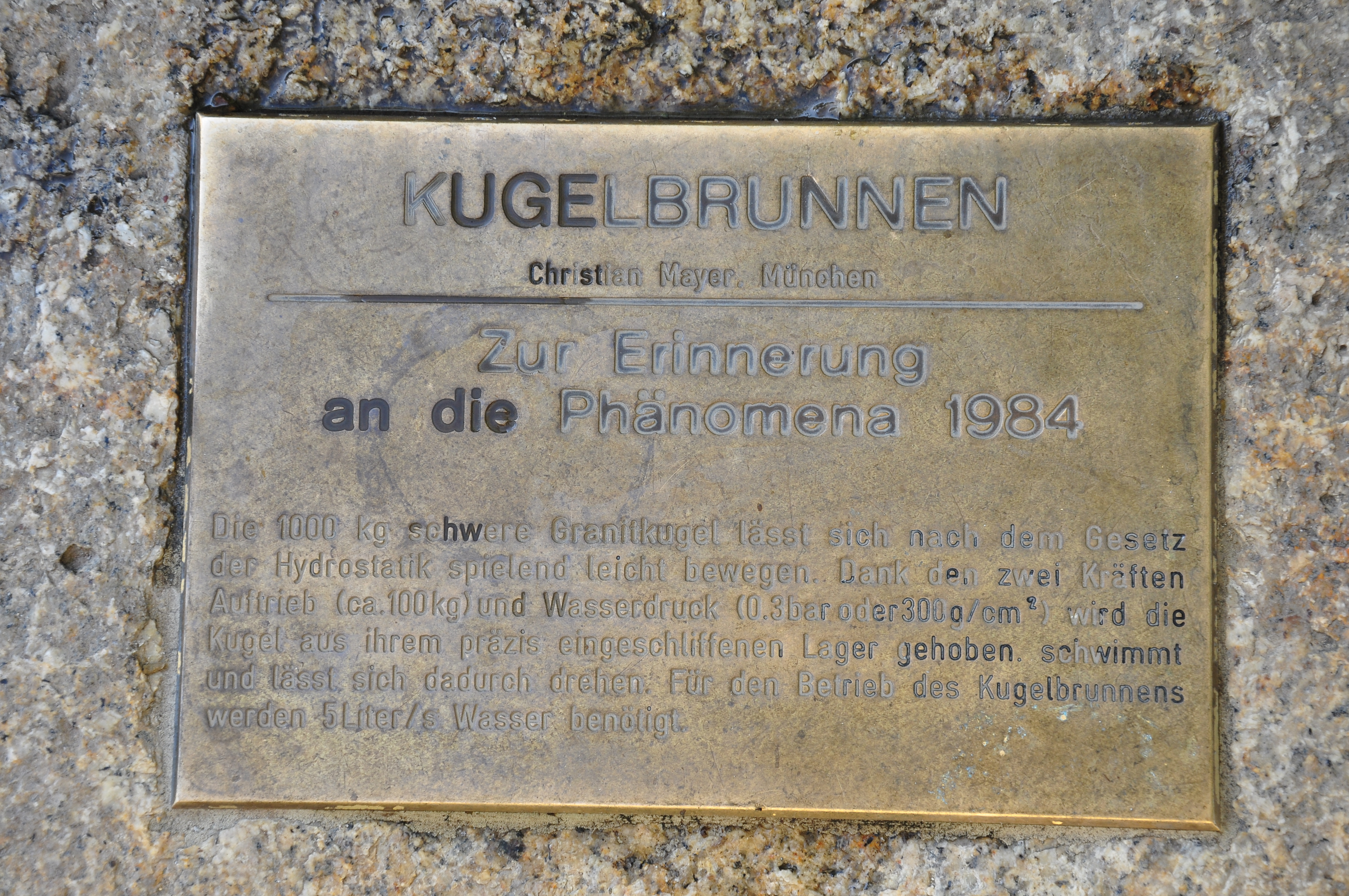
Plaquette bij de Kogelbron nabij Zürich
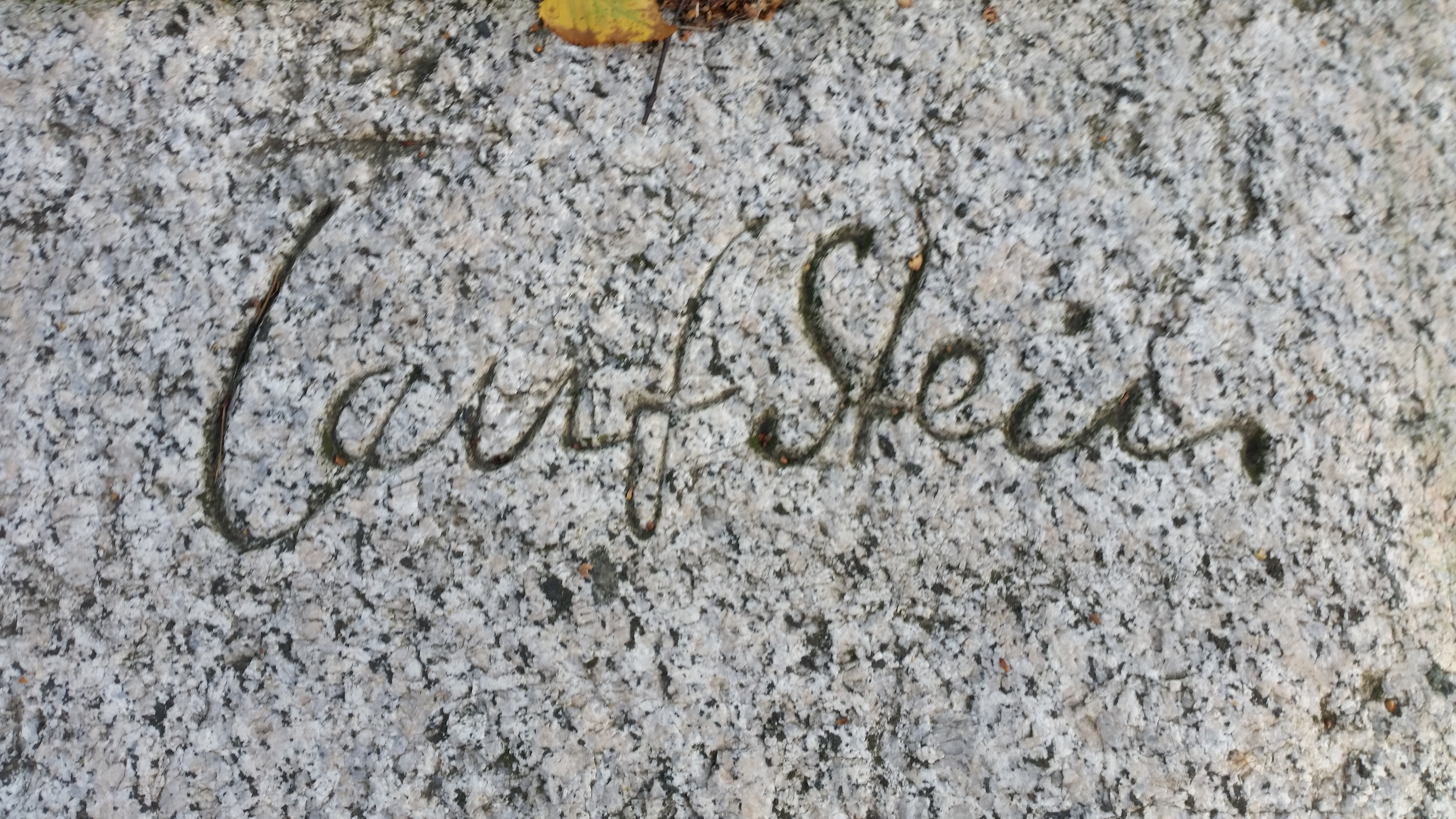
Subtitel: Tauf Stein (september 2018)